# ChatGPT Deep Research
Deep Research is een AI-middel dat geïntegreerd is in ChatGPT en geciteerde rapporten genereert over een door de gebruiker gespecificeerd onderwerp. Dit doet de agent door autonoom op het web te surfen gedurende 5 tot 30 minuten.

## Agent
Deep Research kan tekst, afbeeldingen en pdf's interpreteren en analyseren, en zal binnenkort in staat zijn om visualisaties te produceren en afbeeldingen in zijn rapporten in te sluiten. Het is gebaseerd op een gespecialiseerde versie van het o3-model van OpenAI. Het kan gebruikt worden om uitgebreide onderzoek te doen en meer gedetailleerde rapporten op te maken.
Deep Research scoorde 26,6% op de benchmark " Humanity's Last Exam ", daarmee overtrof het rivalen als DeepSeek's model R1 (9,4%) en GPT-4o (3,3%).
Volgens OpenAI doet Deep Research soms feitelijke hallucinaties of onjuiste gevolgtrekkingen, kan het moeite hebben om gezaghebbende bronnen van geruchten te onderscheiden, en kan het onzekerheid niet nauwkeurig overbrengen. Het systeem wordt op dit moment nog verder ontwikkeld.
Deep Research is sinds februari 2025 te verkrijgen als ChatGPT Pro-abonnee en kost extra $200/maand. Die Pro-abonnees kunnen 100 query's per maand ontvangen, terwijl Plus-, Team- en Enterprise-gebruikers slechts 10 query's per maand kunnen gebruiken.